# T-02D
docomo NEXT series REGZA Phone T-02D（ドコモ ネクスト シリーズ レグザフォン ティーゼロニディー）は、富士通（現・FCNT）によって開発された、NTTドコモの第3.9世代移動通信システム（Xi）と第3世代移動通信システム（FOMA）のデュアルモード端末である。docomo NEXT seriesのひとつ。

## 概要
東芝を意味する「T」を冠したREGZA Phoneであるが富士通製・富士通ブランド・ARROWSシリーズだった「初代富士通レグザ」T-01D（with）の後継機種で、新たにXiとモバキャス（NOTTV）に対応したモデルである（モバキャスはARROWSシリーズとしても本機が初対応となる）。無論、本機も富士通製・富士通ブランドでの発売・ARROWSシリーズ（当然ながらカタログのメーカーロゴも「TOSHIBA」ではなく「FUJITSU」でドコモ内部の型番も「AAFxxxxx」）のいわゆる「2代目富士通レグザ」である。
同じく富士通製のARROWS X F-10Dの事実上の兄弟機種（下位機種）ではあるが、本機もかなり高性能で、またREGZAブランドによりARROWSとは差別化ができているためか、本機もF-10D同様NEXTに分類されている。本機はF-10Dと違いおくだけ充電には非対応で、反対にF-10Dはモバキャスに非対応である。
画面はT-01DのHDTFT液晶からqHD有機EL「NEW AMOLED plus」に変更されており、解像度は下がったものの応答速度とコントラストは向上している。またT-01Dに搭載されていたmicroHDMI端子は本機には搭載されず、MHL規格に対応したうえでmicroUSB端子と統合されている。このためテレビ出力には市販のHDMI変換アダプタとHDMIケーブルの両方が別途必要となる。接続にもよるが、MHL対応のテレビとMHLケーブルで接続した場合はそのまま充電も可能。
東芝のハイビジョン液晶テレビ「REGZA」の高画質技術をもとに開発された第6世代の画像処理エンジン「モバイルレグザエンジン6.0」を搭載している。新たにノイズ処理を高精度化した「アクティブノイズリダクション」や領域ごとに輪郭描写を補正する「シャープネスイコライザー」を追加したほか、「モバイルレグザエンジン」の適応範囲が拡大され、ワンセグだけでなく、YouTubeやNOTTV視聴時、ギャラリー閲覧時の静止画にも画像処理が可能となった。
また、REGZAやブルーレイレコーダー「REGZAブルーレイ」との連携機能「レグザリンク・シェア」に対応。放送中の番組や録画した番組を宅内で視聴したり、持ち出して外出先などで視聴することができる。
T-01Dに引き続き、富士通製フィーチャーフォンではおなじみの「指紋認証機能」を搭載している。本機ではセンサーがスイッチ付きとなり、画面ロックの解除や認証解除の一連の操作が端末を持ち替えることなく指一本でできる。また、従来の富士通製フィーチャーフォンに搭載されていた温度・湿度計機能が復活している。
その他、現在見ているページからページ内の複数あるリンク先のページを先に読み込むことで、リンクをタッチした時の回線状況に関係なくページを即座に表示することができる「先読みブラウジング」やホーム画面に戻らずにスワイプ操作でよく使うアプリ（4個のサークル型ランチャーを各々8個=32個まで設定可能）をすぐに起動できる「スライドインランチャー」、画面のコントラストを下げて、表示内容を見えにくくする「プライバシービュー」、意図せずに画面の向きが変わってしまっても、端末を二度振るだけで戻せる「戻ってシェイク」、傾きと揺れから端末を手に持っているかを自動で判別、手に持っている間は画面が消えない「持ってる間ON」、加速度センサーとマイクを使って睡眠状態を検知、毎日の睡眠状態から、良い眠りのためのアドバイスも提供する健康サポート機能「睡眠ログ」を新たに搭載している。
さらに富士通製のフィーチャーフォン（2008年夏モデル以降の機種）からの機種変更をサポートする「かんたんお引っ越し」アプリを搭載しており、microSD経由でアドレス帳やメールデータなどを一括で移動させることが可能である。
なお、本機のカタログには「これがレグザフォン史上最高傑作」と、本機がREGZA Phoneシリーズとしての最終機種である事を思わせる記述がある。そして、本機を最後に2013年5月現在REGZA Phoneシリーズは新機種（すなわち本機の後継機種）が発表されていない。その後発売されたARROWS V F-04E（with）は、「Visual」を意味する「V」にREGZA Phoneシリーズの面影を残しているが、奇しくも本機・F-04E共に同時期に生産終了となった。これにより、「T」を冠する携帯電話、REGZA Phoneシリーズも市場から姿を消した（流通在庫のみとなる）。
キャッチコピーは、「Xi & NOTTV対応 感動美映像エンタテインメント」。

## 主な機能
| 主な対応サービス                                 | 主な対応サービス                         | 主な対応サービス                       | 主な対応サービス                              |
| ------------------------------------------------ | ---------------------------------------- | -------------------------------------- | --------------------------------------------- |
| タッチパネル／加速度センサー                     | Xi／FOMAハイスピード                     | Bluetooth                              | DCMX／おサイフケータイ／赤外線／トルカ        |
| ワンセグ／モバキャス                             | メロディコール                           | テザリング                             | WiFi IEEE802.11a/b/g/n                        |
| GPS                                              | spモード／電話帳バックアップ             | デコメール／デコメ絵文字／デコメアニメ | iチャネル                                     |
| エリアメール／ソフトウェアーアップデート自動更新 | デジタルオーディオプレーヤー(WMA)(MP3他) | GSM／3Gローミング（WORLD WING）        | フルブラウザ／Flash Player 10.3               |
| Google Play／dメニュー／dマーケット              | Gmail／Google Talk／YouTube／Picasa      | バーコードリーダ／名刺リーダ           | ドコモ地図ナビ／Google Maps／ストリートビュー |

## 歴史
- 2012年5月16日 - NTTドコモより発表。
- 2012年7月21日 - 事前予約開始。
- 2012年7月26日 - 発売開始[9]。
- 2013年3月 - 生産終了。ドコモのラインナップから削除される。
- 2013年5月8日 - Android 4.1バージョンアップ対象機種に選定される[10]。
- 2013年11月5日 - Android 4.1へバージョンアップ開始[11][12]。

## アップデート・不具合など
2012年9月6日のアップデート
- カメラ起動後にセルフタイマーを設定すると、まれに携帯電話(本体)が再起動される。
- ビルド番号がV15R47BからV17R48Dになる。

2012年10月18日のアップデート
- ホーム画面や、ブラウザなどのアプリケーションを使用中に、「問題が発生したためMmbServiceProcessを終了します」と表示される場合がある。
- ビルド番号がV17R48DからV18R49Cになる。

2012年12月18日のアップデート
- 充電器を携帯電話(本体)に接続後、充電ランプは点灯するが、まれに充電されない場合がある。
- ビルド番号がV18R49CからV19R50Bになる。

2013年8月6日のアップデート
- 音楽再生中にボリューム変更やイヤホン抜き差しを繰り返すと、携帯電話(本体)が再起動する場合がある。
- 設定したスリープ時間よりも早く画面が消灯する場合がある。
- ビルド番号がV19R50BからV20R52Aになる。

2013年11月5日のアップデート(OSバージョンアップ)
- 本機特有の主な変更点
  - アプリ履歴を一括削除できるようになる。
  - ランチャーでNX! ホームを設定時、フォルダ内のアプリが最大9個まで表示され、アイコンがカスタマイズできるようになる。
  - Android標準ブラウザから辞書が引けるようになる。
  - 文字入力キーボードの高さと幅、背景変更ができるようになる。
- Android 4.1における共通の変更点
  - Android OS全体で、表示速度とタッチ反応が向上。
  - Google Nowへの対応。
  - ステータスバーから次のアクションが可能に。
- ドコモ共通の変更点
  - データ保管BOXへ対応。
  - NOTTVの災害関連情報受信に対応。
- 不具合修正
  - 伝言メモ設定時、設定秒数を経過しても伝言メモガイダンスに繋がらない場合がある。
- ビルド番号がV20R52AからV10R36Aになる[13]。

2014年4月7日のアップデート
- 携帯電話（本体）を長時間利用すると、まれに携帯電話（本体）が再起動する場合がある。
- 「Google ドライブ」アプリの追加。
- ビルド番号がV10R36AからV11R37Aになる。